# Мунір Букадіда
Мунір Букадіда (фр. Mounir Boukadida, араб. منير بوقديدة), нар. 24 жовтня 1967, Сус, Туніс) — туніський футболіст, що грав на позиції захисника.
Виступав за клуби  «Етуаль дю Сахель» та «Вальдгоф», а також національну збірну Тунісу.

## Клубна кар'єра
У дорослому футболі дебютував 1987 року виступами за команду клубу «Етуаль дю Сахель», в якій провів тринадцять сезонів. 
Завершив професійну ігрову кар'єру у німецькому «Вальдгофі», за команду якого виступав протягом 1999—2002 років.

## Виступи за збірну
1993 року дебютував в офіційних матчах у складі національної збірної Тунісу. Протягом кар'єри у національній команді, яка тривала 10 років, провів у формі головної команди країни 33 матчі. Свій єдиний гол у складі збірної забив 1996 року в товариському матчі проти Єгипту.
У складі збірної був учасником Кубка африканських націй 1994 року у Тунісі, Кубка африканських націй 1996 року у ПАР, де разом з командою здобув «срібло», чемпіонату світу 1998 року у Франції, Кубка африканських націй 2000 року у Гані та Нігерії, Кубка африканських націй 2002 року у Малі.

## Титули і досягнення
- Срібний призер Кубка африканських націй: 1996